# Pescadero (Kalifornija)
Pescadero je naseljeno područje za statističke svrhe u američkoj saveznoj državi Kalifornija. Prema popisu stanovništva iz 2010. u njemu je živjelo 643 stanovnika.